# Transversostomi
Transversostomi är en stomi på mellersta delen av tjocktarmen där öppningen gör mitt på magen.
Innehållet vid transversostomi är tunnflytande till halvfast. Det är starkt och innehållsrikt på enzymer vilket gör det hudirriterande. Då tarminnehållet är tunnflytande ges normalt en tömbar påse.